# Теклехайманот, Даниэль
Даниэ́ль Теклехаймано́т Гирмазио́н (англ. Daniel Teklehaymanot Girmazion; род. 10 ноября 1988) — эритрейский профессиональный шоссейный велогонщик, выступающий за команду Qhubeka Assos. Участник Олимпийских игр, первый эритреец, участвовавший в Гранд Туре.

## Биография
Велоспортом начал заниматься в рамках международной программы развития велоспорта, которая проводилась под эгидой UCI. В 2009 году занял шестое место на Тур де л'Авенир — ной молодёжной гонке мира. Год спустя стажировался в команды высшего дивизиона Cervélo TestTeam. Тогда же стал абсолютным чемпионом Африки, выиграв в Кигали групповую гонку, разделку и командную гонку. Там же, в Руанде, эритреец выиграл многодневный Тур Руанды, попутно победив на одном из его этапов.
В 2012 году подписал профессиональный контракт с командой высшего дивизиона GreenEDGE. В её составе он стал первым эритрейцем, принявшим участие в Гранд Туре. Он проехал испанскую Вуэльту, завершив её на 146-й позиции. Принимал участие в групповой гонке на Олимпиаде в Лондоне, где показал 73-й результат. В 2013 году выиграл представительную гонку Prueba Villafranca de Ordizia, которая проходила по дорогам Страны басков.
В 2014 году перешёл в состав южноафриканской команды MTN Qhubeka.

## Статистика выступлений на Гранд Турах
| Гранд Тур       | 2012 | 2013 | 2014 | 2015 | 2016 | 2017 |
| --------------- | ---- | ---- | ---- | ---- | ---- | ---- |
| Джиро д'Италия  | —    | —    | —    | —    | —    | 111  |
| Тур де Франс    | —    | —    | —    | 49   | 85   | —    |
| Вуэльта Испании | 146  | —    | 47   | —    | —    | —    |